# 嘉峪関

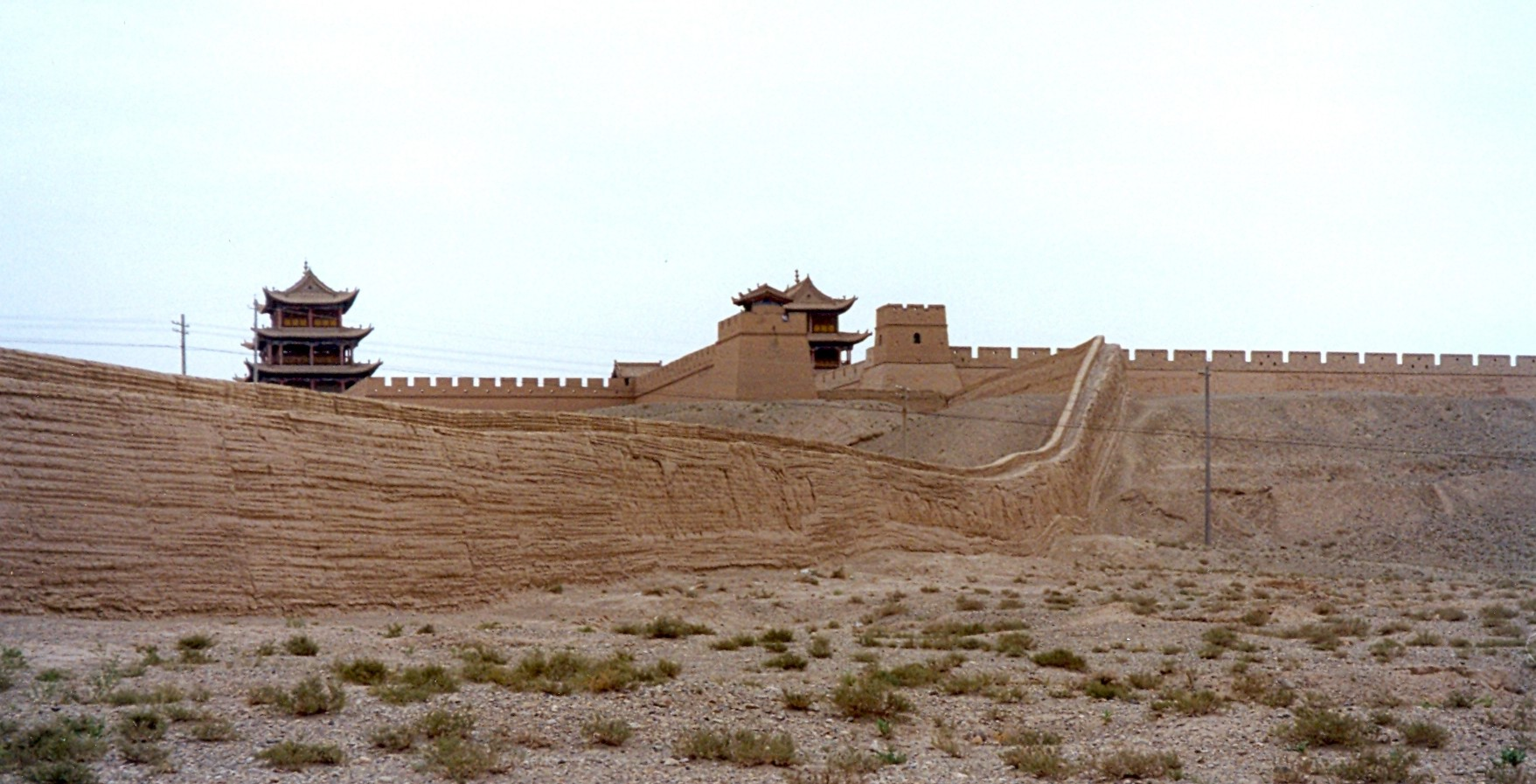
万里の長城の一部

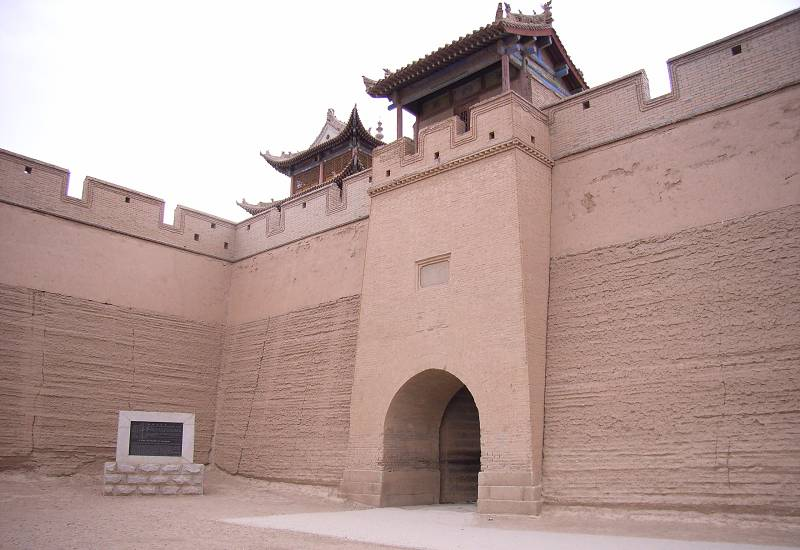
版築（一部日干し煉瓦）による城壁

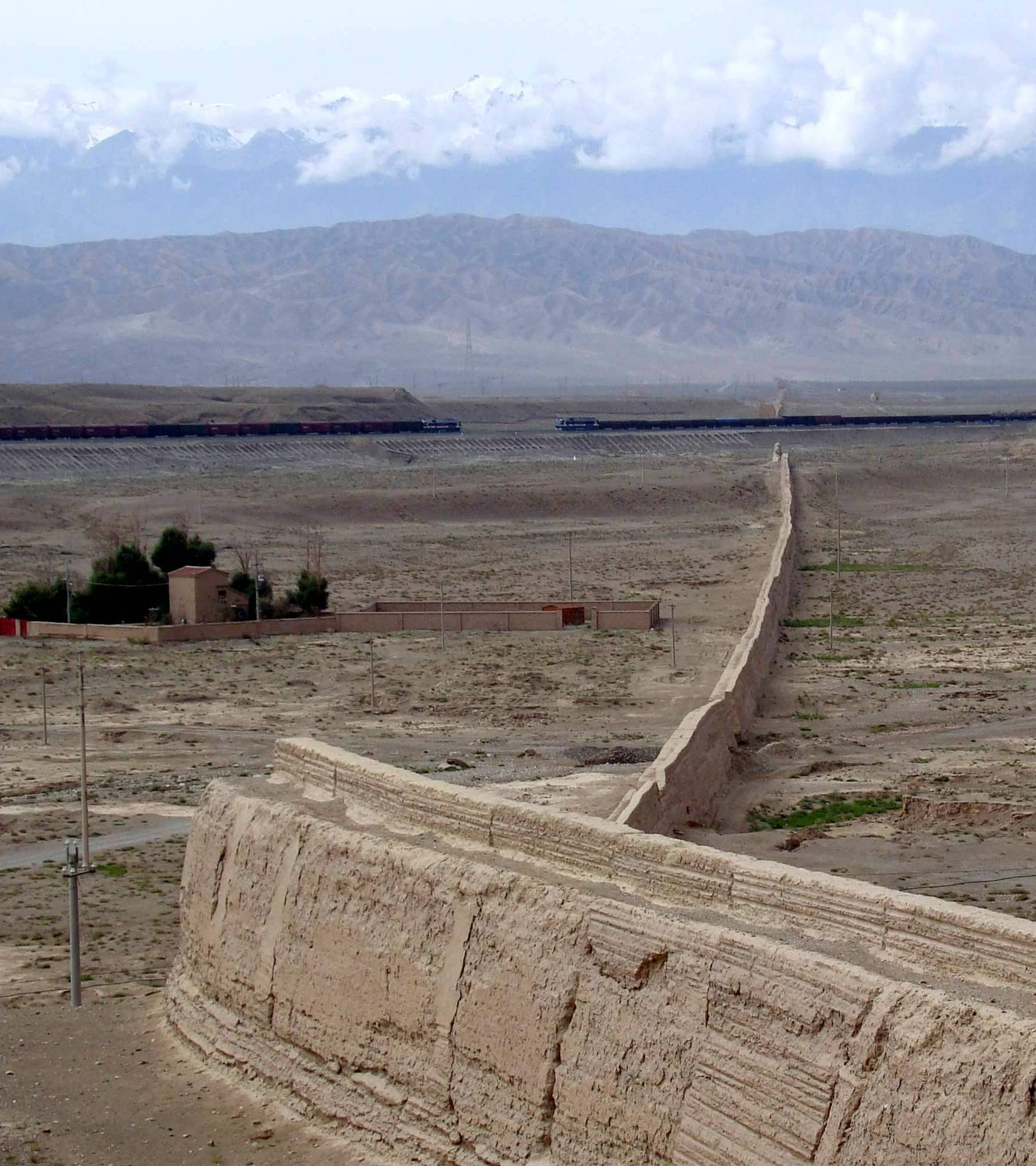
万里の長城の一部

嘉峪関（かよくかん、満州語:ᠰᠠᡞᠨ
ᡥᠣᠯᠣ
ᠸᡠᠷᡩᠠᠨ　転写: sain holo furdan）は中華人民共和国甘粛省嘉峪関市に位置する万里の長城最西部に位置する関。山海関と共に万里の長城で要衝であった。中国の5A級観光地（2007年認定）。
嘉峪関は周囲733mを高さ11mの城壁に囲まれ、内域は33,500m2以上である。黄土を版築でつき固めた城壁であり、西側は煉瓦を積み重ねて出来ている。東西にそれぞれ楼閣（門楼）と甕城を持つ城門を備え、東を光化門、西を柔遠門という。西門には「嘉峪関」の扁額がかかっている。関の南北は万里の長城とつながり、城壁の隅角部には櫓が設けられている。2つの門の北側には関の最上部に上ることが出来る通路がある。嘉峪関の防御設備は大別して内郭・外郭・堀の3つとなっている。
万里の長城につながる関の中で唯一建設当時のまま残される建造物である。最東端にある山海関が「天下第一関」と称されるのに対し、嘉峪関は「天下第一雄関」といわれている。東西シルクロードの要衝の一つであり、周囲には敦煌莫高窟のような著名な史跡が存在し、多数の漆喰壁画が見つかっている。

## 地理
嘉峪関は嘉峪関市の南西6kmに位置する河西回廊西寄りの最も狭隘な地にある。そこは2つの丘に挟まれた土地で一つは嘉峪山という。城壁の一部はゴビ砂漠を横切っている。
ここから7.5km西に万里の長城の端があり、目の前は断崖絶壁となっており、眼下には討頼河（とうらいが）が流れている。1980年代までは、ここが万里の長城の西端であると考えられていたが、1990年代以降、さらに西方に歴代王朝が築いた長城に関する遺跡が発見されている。

## 歴史
伝承では、嘉峪関の建設工事にあたり、設計者が算出した煉瓦の必要数量に加え予備の1枚を準備し、建設に着手した。完成時には、正確に1枚だけが余ったという。その煉瓦は現在門上に残され、建設の精確性をいまに伝えている。
明初の1372年（洪武5年）に建設された後、ティムール軍に対する防衛の必要性から関の防備は強化された。しかしティムールは東進着手前に死去し実際に攻撃されることはなかった。
- 1495年（弘治8年） - 内城に光化楼と柔遠楼を造作。同時に官庁・倉庫等付属建造物を修築
- 1539年（嘉靖18年） - 城壁上に碉楼・角楼を増築し、両翼の長城・烽火台等を修築